# Teorema de Artin-Schreier
Teorema de Artin-Schreier, em álgebra abstrata, é um teorema a respeito de corpos algebricamente fechados, ou seja, aqueles em que todo polinômio tem uma raiz, que diz que uma grande classe destes corpos podem ser construídos de forma análoga à construção dos números complexos a partir dos números reais.

## Motivação
O conjunto dos números complexos, {\displaystyle \mathbb {C} \,}, é algebricamente fechado, e é uma extensão finita dos números reais {\displaystyle \mathbb {R} \,}, ou seja, é possível escrever todos elementos de {\displaystyle \mathbb {C} \,} por expressões da forma {\displaystyle z=r_{1}z_{1}+r_{2}z_{2}+\ldots +r_{n}z_{n}\,}, em que os elementos {\displaystyle z_{n}\,} são números complexos fixos, e os números {\displaystyle r_{n}\,} são números reais quaisquer. No caso, é trivial verificar esta propriedade, pois todo número complexo z pode ser escrito como z = a + b i, ou seja, temos que z1 = 1 e z2 = i.
Outro exemplo de corpo algebricamente fechado que é uma extensão finita é o corpo dos números algébricos: um elemento z deste corpo também pode ser escrito como z = a + b i, em que a e b são números algébricos reais.
O interessante destes dois casos é que eles são típicos, e este é o resultado provado por Emil Artin e Otto Schreier em 1926. Ou seja, sempre que um corpo algebricamente fechado C for a extensão finita própria de um corpo F, então necessariamente os elementos de C podem ser escritos como z = a + b i, em que a e b são elementos de F e i2 = -1.

## Enunciado formal
Seja F um corpo qualquer, que não é algebricamente fechado, seja C o fecho algébrico de F. Então, se C é uma extensão finita de F, então F tem característica zero, C:F = 2 e C = F(i), com i2 = -1.
Corolário: nas condições descritas acima, F é um corpo real fechado.

## Esboço da demonstração
Em primeiro lugar, prova-se que C/F é uma extensão de Galois. Isto é feito por redução ao absurdo: supondo-se que F tem característica l > 0, prova-se que F poderia ter extensões algébricas de grau arbitrário, contrariando o fato do seu fecho algébrico ser uma extensão finita.
Em seguida, prova-se que [[C:F]] = 2. Prova-se, primeiro, que [[C:F]] não pode ser divisível nem por um primo ímpar p nem por 4, porque, se fosse, então existiria {\displaystyle F\subseteq K\subseteq C\,} em que [[C:K]] seria igual a p ou igual a 4.
O próximo passo é provar que, se [[C:K]] for um primo p, então p = 2, e que [[C:K]] não pode ser quatro.
O último passo é mostrar que, se [[C:F]] = 2, então {\displaystyle i\not \in F\,}, portanto C = F(i). Isto é feito demonstrando que a e -a não podem, ambos, serem quadrados em F.
Um dos resultados da demonstração é que os quadrados em F são fechados em relação à adição, ou seja, a soma de dois quadrados é um quadrado, o que permite definir, em F, um conjunto de números positivos (os quadrados), de modo que F pode ser ordenado.